# My Town, My Guy & Me
| Recensione | Giudizio |
| ---------- | -------- |
| AllMusic   |          |

My Town, My Guy & Me è il quinto Album in studio della cantante pop statunitense Lesley Gore, pubblicato dalla Mercury Records nel settembre del 1965.

## Tracce

### LP (1965, Mercury Records, MG 21042/SR 61042)
Lato A
1. My Town, My Guy and Me (Arrangiamento di Don Costa) – 2:28 (Paul Kaufman, Bob Elgin, Lesley Gore) – Registrato il 23 luglio 1965 al RCA Victor Studio di Hollywood, California
2. What's a Girl Supposed to Do (Arrangiamento di Claus Ogerman) – 2:26 (Jeff Barry, Ellie Greenwich) – Registrato nel febbraio 1965 al A&R Recording Studio di New York
3. What Am I Gonna Do with You (Arrangiamento di Jack Nitzsche) – 3:11 (Russ Titelman, Gerry Goffin) – Registrato il 23 luglio 1965 al RCA Victor Studio di Hollywood, California
4. You Didn't Look 'Round (Arrangiamento di Claus Ogerman) – 2:52 (Nola York, Glen Stuart) – Registrato nel febbraio 1965 al A&R Recording Studio di New York
5. I Don't Care (Arrangiamento di Claus Ogerman) – 2:29 (John Medora, David White) – Registrato nel febbraio 1965 al A&R Recording Studio di New York
6. No Matter What You Do (Arrangiamento di Jack Nitzsche) – 2:50 (Dick St. John, Mike Post) – Registrato il 27 marzo 1965 al RCA Victor Studio di Hollywood, California

Durata totale: 16:16
Lato B
1. The Things We Did Last Summer (Arrangiamento di Don Costa) – 3:01 (testo: Sammy Cahn – musica: Jule Styne) – Registrato il 23 luglio 1965 al RCA Victor Studio di Hollywood, California
2. A Girl in Love (Arrangiamento di Jack Nitzsche) – 2:45 (Lesley Gore) – Registrato il 23 luglio 1965 al RCA Victor Studio di Hollywood, California
3. Baby That's Me (Arrangiamento di Jack Nitzsche) – 2:45 (Jack Nitzsche, Jackie DeShannon) – Registrato il 27 marzo 1965 al RCA Victor Studio di Hollywood, California
4. Just Another Fool (Arrangiamento di Don Costa) – 2:00 (Dennis Lambert, Louis Pegues) – Registrato il 23 luglio 1965 al RCA Victor Studio di Hollywood, California
5. Let Me Dream (Arrangiamento di Don Costa) – 2:24 (Lou Stallman, Teddy Randazzo, Bobby Weinstein) – Registrato il 23 luglio 1965 al RCA Victor Studio di Hollywood, California
6. Before and After (Arrangiamento di Claus Ogerman) – 2:54 (Van McCoy) – Registrato nel febbraio 1965 al A&R Recording Studio di New York

Durata totale: 15:49

## Musicisti
- Lesley Gore – voce
- Don Costa – arrangiamenti, direzione orchestra (A1, B1, B4 e B5)
- Claus Ogerman – arrangiamento, direzione orchestra (A2,  A4,  A5 e B6)
- Jack Nitzsche – arrangiamento, direzione orchestra (A3, A6, B2 e B3)
- Componenti orchestra non accreditati

### Produzione
- Quincy Jones – produzione
- "Rama" – foto copertina album originale
- John Lissner – note retrocopertina album originale

## Classifica
Album
| Anno | Classifica    | Posizione raggiunta |
| ---- | ------------- | ------------------- |
| 1965 | Billboard 200 | 120                 |

Singoli
| Anno | Titolo del brano       | Classifica | Posizione raggiunta |
| ---- | ---------------------- | ---------- | ------------------- |
| 1965 | My Town, My Guy and Me | Hot 100    | 32                  |